# Transfuzija krvi
Transfuzija krvi (lat. transfundere = preliti) proces je prenošenja krvi ili krvnih produkata iz krvnog sustava jedne osobe u krvni sustav druge osobe. Transfuzija krvi može spasiti život u nekim situacijama, poput velikog gubitka krvi, ili ju se može koristiti radi nadoknađivanja izgubljene krvi tijekom kirurške operacije. Transfuzija krvi može se koristiti kod liječenja teže anemije ili trombocitopenije uzrokovane krvnom bolešću. Osobama koje pate od hemofilije ili anemije srpastih stanica potrebne su češće transfuzije krvi.

## Povijest

### Rani pokušaji
Prvi povijesni pokušaj transfuzije krvi opisao je kroničar Stefano Infessura. Infessura pripovijeda kako je 1492. godine, kada je papa Inocent VIII. pao u komu, krv trojice dječaka unesena je u krvne žile umirućeg poglavara crkve po preporuci liječnika. Dječaci su bili stari deset godina, i svakome od njih obećan je jedan dukat. Sva tri dječaka kasnije su umrla. Neki su autori opovrgnuli Infessurovu priču, optužujući ga za antipapalizam.
S otkrićem Williama Harveya o kruženju krvi kroz čovjekovo tijelo, u 17. stoljeću došlo je do pomnijeg istraživanja transfuzije krvi, s uspješnim eksperimentalnim transfuzijama krvi među životinjama. Doduše, uspješni pokušaji na ljudima i dalje su nastavili imati pogubne posljedice.
Prva dokumentirana ljudska transfuzija krvi pripisana je doktoru Jean-Baptistu Denysu, 15. lipnja 1667. godine. Prelio je krv ovce u krvožilni sustav petnaestogodišnjeg dječaka, koji se kasnije oporavio. Denys je kasnije izveo još jednu transfuziju krvi u radnika, koji je također preživio. Oba slučaja vjerojatno su bila uspješna zbog pretakanja male količine ovčje krvi u krvožilni sustav navedenih osoba. To im je dopustilo da se odupru alergijskim reakcijama. Denys je zatim izveo nekoliko transfuzija u gospodina Mauroya, koji je nakon treće transfuzije umro. Iako se javilo sporno pitanje oko njegove smrti koja je prišivena njegovoj ženi koja ga je navodno otrovala, vjerojatnije je kako je transfuzija dovela do ovog ishoda.
Richard Lower istražio je djelovanje promjena u volumenu krvi na krvožilni sustav te je razvoj metode za proučavanje ukrštenog kruženja krvi kod životinja, uklanjajući ugruške kod atriovenoznih veza. Njegovi novorazvijeni instrumenti na kraju su doveli do prve prave transfuzije krvi.
"Mnoge njegove kolege bili su prisutni… prema kraju veljače 1665. izabrao je psa srednje veličine, otvorio njegovu jugularnu venu i izvukao iz nje krv, dok… njegove snage nije nestalo… Kasnije, kako bi nadoknadio veliki gubitak krvi ovog psa krvlju drugog, unio je krv iz cervikalne arterije prilično velikog mastifa, koji je bio vezan uz prvog, dok ova druga životinja nije pokazana… bio je prepun… pritjecajuće krvi." Nakon što je "zašio jugularne vene," životinja se oporavila "bez znakova neudobnosti ili neugodnosti."
Lower je izveo prvu transfuziju krvi među životinjama. Kasnije, biva zamoljen od strane Časnog Roberta Boylea da upozna Kraljevsko društvo s procedurom čitavog eksperimenta, što je on i napravio prosincu 1665. 15. lipnja 1667. profesor u Parizu izvodi prvu transfuziju među ljudima i traži sve zasluge za tu tehniku, no Lowerovi prioriteti ne mogu biti izazvani.
Šest mjeseci kasnije u Londonu, Lower je izveo prvu ljudsku transfuziju krvi u Engleskoj, gdje je nadzirao unošenje nekoliko unca ovčje krvi nekoliko puta na sastanku Kraljevskog društva, bez smetnji pacijentu. Primatelj je bio Arthur Coga, pacijent koji je patio od "bezazlenog oblika ludila". Ovčja je krv korištena zbog nagađanja o velikoj vrijednosti razmjene krvi među vrstama; pretpostavljalo se kako krv nježnog janjeta može smiriti buran duh uzrujane osobe, te kako sramežljive osobe mogu postati komunikativnije ako prime krv društvenijih bića. Lower je izrazio želju za liječenjem Coge nekoliko puta, no njegov je pacijent mudro odbio svaku od ponuda.

### Prvi uspjeh
Znanost transfuzije krvi datira iz prvog desetljeća 19. stoljeća, s otkrićem krvnih grupa što je dovelo do miješanja krvi davatelja s krvlju primatelja prije izvođenja same transfuzije (rani oblik križne probe).
1818. godine, doktor James Blundell, britanski opstretičar, izvodi prvu uspješnu transfuziju ljudske krvi, radi liječenja rodilja koje su iskrvarile. Koristio je muževe pacijentica kao davatelje krvi, i izvukao je četiri unce krvi iz njegove ruke kako bi ju prenio u njegovu ženu. Tijekom 1825ih i 1830ih godina, Blundell je izvršio 10 transfuzija krvi, od kojih je pet bilo blagotvorno i korisno, te je objavio svoje rezultate. Isto tako, Blundell je izumio mnogo instrumenata za transfuziju krvi. Zaradio je značajnu količinu novca za svoja nastojanja i trud, 50 milijuna dolara.
1840. u medicinskoj školi Svetog Jurja u Londonu, Samuel Armstrong Lane, koji biva pomagan od strane Blundella, vrši prvu uspješnu potpunu transfuziju krvi radi liječenja hemofilije.

### Razvijanje banaka krvi
Vidi također: Banke krvi
Dok su se prve transfuzije morale vršiti izravno iz davatelja krvi u primatelja krvi prije koagulacije, 1910.ih otkriveno je da se dodavanjem antikoagulansa i čuvanjem krvi u hladnjacima ona može skladištiti nekoliko dana, otvarajući vrata bankama krvi. Prva neizravna transfuzija izvedena je 27. ožujka 1914. godine, a izveo ju je belgijski doktor Albert Hustin, koji je koristio natrijev citrat kao antikoagulans. Prva transfuzija koja je koristila skladištenu i ohlađenu krv izvedena je 1. siječnja 1916. godine. Oswald Hope Robertson, medicinski istraživač i časnik Vojske Sjedinjenih Američkih Država obično biva priznat kao prva osoba koja je uspostavila prvu banku krvi tijekom služenja u Francuskoj tijekom Prvog svjetskog rata.
Prva akademska institucija posvećena znanosti transfuzije krvi osnovana je u Moskvi, 1925. godine od strane Alexandera Bogdanova. Bogdanov je bio potaknut, bar jednim dijelom, potragom za vječnom mladošću, i sa zadovoljstvom je primijetio poboljšanje u njegovom vidu, zaustavljanje ćelavljenja, i ostalih pozitivnih simptoma nakon primanja 11 transfuzija krvi.
Prateći smrt Vladimira Lenjina, Bogdanovu je povjeren Lenjinov mozak, u nadi oživljavanja preminulog boljševičkog vođe. Tragično, no i nepredvidljivo, Bogdanov je izgubio život 1928. godine tijekom jednog od njegovih eksperimenata, kada je putem transfuzije primio krv studenta koji je patio od malarije i tuberkuloze. Neki znanstvenici (npr. Loren Graham) nagađali su kako je njegova smrt mogla biti samoubojstvo, dok drugi tvrde kako krvne grupe nisu bile kompatibilne, jer u to vrijeme, pojam krvnih grupa nije bio u potpunosti razjašnjen.

### Moderno doba
Prateći Bogdanove stope, Sovjetski savez uspostavio je nacionalni sustav krvnih banaka 1930.ih godina. Novost o iskustvima Sovjeta došla je do Amerike, kada 1937. godine Bernard Fantus, direktor terapeutike u bolnici Cook County smještenoj u Chicagu, uspostavlja prvu bolničku banku krvi u Sjedinjenim Američkim Državama. Pri stvaranju bolničkih laboratorija koji su čuvali, konzervirali i pohranjivali donorsku krv, Fantu je došao do ideje o imenu "krvnih banaka". U nekoliko godina, bolnice i društvene krvne banke uspostavljene su diljem SAD-a.
U kasnim 1930.ima i ranim 1940.ima, istraživanja doktora Charlesa Drewa dovele su do otkrića razdvajanja krvi na krvnu plazmu i crvene krvne stanice, te do toga da se navedene krvne komponente mogu odvojeno zamrznuti i pohranjivati. Krv pohranjena na ovaj način trajala je dulje vrijeme i šansa da će doći do njene kontaminacije bila je mnogo manja.
Na prijelazu između 1939. i 1940. godine, Karl Landsteiner, Alex Wiener, Philip Levine, i R.E. Stetson dolaze do velikog i važnog otkrića sustava Rhesus krvnih grupa, nakon čega se ispostavilo da je veći dio transfuzijskih reakcija bio uzrokovan njihovom inkompatibilnosti. Tri godine kasnije, J.F. Loutit i Patrick L. Mollison uvode ACD-otopinu, koja smanjuje volumen antikoagulansa, što je dopustilo uzimanje većih količina krvi kod transfuzija, kao i njeno pohranjivanje i čuvanje na dulje vrijeme.
Carl Walter i W.P. Murphy mlađi 1950. godine uvode plastične vrećice za prikupljanje krvi. Zamjenjujući staklene boce koje su se lako mogle razbiti izdržljivim plastičnim vrećicama dozvolilo je evoluciju u sustavu prikupljanja krvi te je sada bilo sigurno i lako odijeliti mnogobrojne krvne komponente iz samo jedne jedinice krvi. Otkrićem antikoagulansnog sredstva, CPD – A1 otopine 1979. godine, rok konzervirane krvi produljen je, što je povećalo zalihe krvi i dozvolilo razmjenu tih zaliha među krvnim bankama.

## Predostrožnosti

### Kompatibilnosti
Vidi članak: Križna proba i Krvne grupe
Velika se pažnja pridodaje križnoj probi kako bi se osiguralo da primateljev imunološki sustav neće napasti davateljevu krv. Uz svima poznate podjele na krvne grupe (A, B, AB i O) i Rh faktore (pozitivan ili negativan), poznato je kako i drugi manji antigeni crvenih krvnih stanica igraju ulogu u kompatibilnosti davateljeve i primateljeve krvi. Ti drugi tipovi često postaju važniji s vremenom ako osoba prima mnogo krvnih transfuzija, jer primateljev organizam nakon određenog vremena razvije sve veću i veću otpornost na krv ostalih ljudi kroz proces aloimunizacije.

## Testiranje
Brojne zarazne bolesti (kao što su to HIV, sifilis, hepatitis B i hepatitis C) mogu biti prenijeti s davatelja na primatelja krvne transfuzije. To je dovelo do strogih standarda kod krvne transfuzije u razvijenijim zemljama. Ovi standardi uključuju testiranja na moguće opasne faktore i zdravstvene probleme među davateljima krvi određujući razine hemoglobina, vršeći skup standardnih usmenih i pisanih pitanja dobrovoljnim davateljima krvi,  kao i laboratorijskim testiranjima doniranih jedinica krvi na infekcije. Nedostatak ovakvih standarada u mjestima poput seoske Kine, gdje očajni seljaci kojima su injektirane tuđe crvene krvne stanice doniraju krvnu plazmu za određene svote novca rezultiralo je općom zarazom čitavog sela virusom humane imunodeficijencije.
Od 2006. godine, sva donirana krv u Hrvatskoj testira se na sljedeće infektivne bolesti:
- HIV-1 i HIV-2
- Hepatitis B
- Hepatitis C
- Sifilis

Kada se potreba transfuzije krvi može predvidjeti, primjerice, prije zakazane operacije, može se primijeniti autotransfuzija krvi kako bi se osobu moglo zaštititi od zaraznih bolesti ili ukloniti problem kompatibilnosti krvnih grupa.

### Obrada krvi prije transfuzije
Donirana se krv ponekad podvrgava obradi nakon njenog prikupljanja, kako bi ju se moglo prilagoditi korištenju kod različitih pacijenata. Primjeri uključuju:
- Leukoredukciju, ili uklanjanje zalutalih bijelih krvnih stanica iz krvnog produkta postupkom filtracije. Leukoreducirana krv rijetko će kada dovesti do aloimunizacije (razvijanje antitijela protiv određene krvne grupe), i rjeđe će dovesti do febrilnih transfuzijskih reakcija. Isto tako, leukoredukcija uvelike smanjuje šansu prijenosa i zaraze citomegalovirusom (CMV). Leukoredukcija prikladna je kod:
  - potencijalnih primatelja organa
  - bolesnika s poviješću febrilnih nehemolitičkih transfuzijskih reakcija
  - CMV seronegativni pacijenti pod rizikom, čije su seronegativne komponente nedostupne
- Iradijaciju. Kod bolesnika čiji je imunološki sustav teško zatajio i pod rizikom graft-versus-host reakcije, transfundirane crvene krvne stanice mogu se podvrgnuti iradijaciji s najmanje 2500 Gy kako bi se spriječilo dijelenje davateljevih T limfocita. Ovakvi krvni produkti prikladni su kod:
  - pacijenata s nasljednim imunološkim manama
  - pacijenata koji primaju krvne transfuzije od rođaka u programima izravne transfuzije krvi
  - pacijenata koji primaju velike doze kemoterapije, podvrgavaju se transplantaciji koštane srži, ili s AIDS-om.
- Testiranje na CMV. Citomegalovirus, ili CMV, virus je koji napada bijele krvne stanice. Mnogi ljudi asimptomatski su prenositelji. Kod bolesnika s izrazitim zatajivanjem imunološkog sustava (primjerice, kod bolesnika koji se podvrgavaju transplantaciji koštane srži) koji prethodno nisu bili izloženi citomeglovirusu, krvni produkti koji su CMV-negativni obično se preferiraju. Leukoreducirana krv može zamijeniti CMV-negativne produkte, pošto potpuno uklanjanje bijelih krvnih stanica iz krvi uklanja i izvor prenošenja citomegalovirusa.

### Neonatalna transfuzija
Radi osiguravanja sigurnosti krvnih transfuzija kod pedijatrijskih pacijenata, bolnice vode dodatne predostrožnosti radi izbjegavanja infekcija i preferiraju korištenje posebno testiranih pedijatrijskih krvnih jedinica koje su jamačno negativne na citomegalovirus. Nije sigurno je li leukodeplecija prikladna za sprječavanje citomegalovirusa, te radi toga većina smjernica preporučuje pribavljanje CMV-negativnih krvnih produkata za novorođenčad ili dojenčad s niskom težinom čiji imunološki sustav još nije dovoljno razvijen. Ove posebne potrebe čine još veće predostrožnosti donorima krvi koji smiju donirati krv djeci.   

### Terminologija
Termini type and screen koriste se za testiranja koja (1) određuju krvnu grupu (ABO kompatibilnosti) i (2) traži aloantitijela. Trajanje ove pretrage je 45 minuta.
Ako vrijeme dozvoljava dulje testiranje, veliki je broj antitijela testiran. Ova je pretraga poznata kao group & screen, a njeno je trajanje jedan dan.
Ako nema vremena za testiranja, krv se naziva krvlju bez križne probe. Krv bez križne probe jest O-pozitivna ili O-negativna. O-negativna obično je namijenjena djeci i ženama u plodnoj dobi.

## Postupak
Krvna se transfuzija može podijeliti na dvije osnovne vrste ovisno o njenom izvoru:
- Homolognu transfuziju, ili transfuziju pri kojoj se koristi pohranjena krv drugih ljudi.
- Autolognu transfuziju, ili transfuziju pri kojoj se koristi pojedinčeva vlastita pohranjena krv.

Krv se može primiti samo intravenoznim putem. Iz tog razloga zahtijeva umetanje kanile odgovarajućeg kalibra. Prije davanja krvi, osobni podatci bolesnika uspoređuju se s krvlju koja se daje, kako bi se smanjio rizik transfuzijskih reakcija. S priznavanjem administrativne greške (primjerice, davanje krive jedinice krvi) kao značajnog uzroka transfuzijskih reakcija, došlo je do pokušaja povisivanja ionako malog broja radnika u procesu uspoređivanja za bolesničkim krevetom prije davanja same transfuzije.
Jedinica krvi (do 500 ml) obično se prima tijekom 4 sata. Kod pacijenata koji su pod rizikom kongestivnog zatajenja srca, mnogi liječnici pacijentu prije same transfuzije daju furosemid radi sprječavanja preopterećenja organizma tekućinom.  Acetaminofen i/ili antihistamin poput difenhidramina ponekad se pacijentu daju prije same transfuzije radi sprječavanja transfuzijskih reakcija.

## Darivanje krvi
Krv je najčešće darivana kao čitava krvna jedinica, unošenjem katetera u venu i skupljanjem krvi u plastičnu vrećicu s antikoagulansom putem sile teže. Prikupljena se krv zatim razdvaja na krvne komponente radi njene bolje i potpune upotrebe. Uz crvene krvne stanice, krvnu plazmu i krvne pločice, drugi produkti krvnih komponenata jesu protein albumin, koncentrat faktora zgrušavanja, krioprecipitat, koncentrat fibrinogena, i imunoglobulini (antitijela). Crvene krvne stanice, plazma i krvne pločice mogu se darivati samostalno kroz složeniji postupak zvan afereza.
Darivanje krvi obično čini primatelja anonimnim, no krvnim produktima u bankama krvi uvijek se može ući u trag kroz čitav krug darivanja, testiranja, odvajanja u komponente, pohranjivanja i davanja primatelju. Ovo omogućava upravljanje i istraživanje bilo kakvih sumnjivih prenosivih bolesti putem transfuzije ili transfuzijskih reakcija. 

### Kontraindikacije darivatelje krvi
Centri za darivanje krvi u različitim državama mogu imati različite smjernice o uvjetima koje darivatelji krvi moraju zadovoljavati. Česte kontraindikacije uključuju:
- prethodno oboljele od malarije i hepatitisa
- osobe s poviješću zloupotrebe intravenoznih droga
- darivatelje koji su primili ljudske hipofizne hormone
- darivatelji s rizičnim seksualnim ponašanjem (različito definirano)
- darivatelji koji su primili transfuziju

## Komplikacije i rizici

### Za darivatelja
Darivanje čitavih jedinica krvi u suvremenom, dobro vođenom centru za prikupljanje krvi sigurno je. Najveći je rizik vjerojatno onaj od doživljavanja vazovagalne sinkope, ili obične nesvjestice. Veliko promatranje, koje je uključivalo 194,000 darivatelja tijekom vremenskog perioda od jedne godine u urbanom centru za prikupljanje krvi smještenom u SAD-u, otkrilo je 178 slučajeva sinkope. Od tih 178, 5 je slučajeva bilo hitno i zahtijevalo zbrinjavanje u bolnici, dok je samo jedan slučaj imao dugotrajne komplikacije. Većina nesvjestica zbila se za nakon transfuzije, za stolom koji je namijenjen okrepi, što je autore navelo da darivatelje potaknu da bar 10 minuta provedu za stolom i piju tekućinu nakon darivanja krvi. Još je jedno promatranje u kojem je 1,000 nasumično odabranih darivatelja krvi intervjuirano 3 tjedna nakon darivanja, a zaključci su sljedeći:
- Modrica na mjestu uboda –– 23%
- Bol u ruci –– 10%
- Hematom na mjestu uboda –– 2%
- Promjene u osjetilima ruke nakon donacije (npr. goruća bol, otupljenost, žmarci) –– 1%
- Umor ––  8%
- Vazovagalni simptomi –– 5%
- Mučnina i povraćanje –– 1%

Nijedna od navedenih komplikacija nije bila toliko ozbiljna da je zahtijevala medicinsku pomoć. Ne postoji rizik dobivanja infekcije u suvremenom, dobro vođenom centru za prikupljanje krvi.
Darivanje krvnih produkata putem afereze mnogo je invazivniji i složeniji postupak te može dovesti do dodatnih rizika, iako je ova proces, u cjelini, prilično siguran za darivatelja.

### Za primatelja
Postoje rizici povezani s primanje transfuzije krvi. Najčešća negativna reakcija na krvnu transfuziju ne tzv. febrilna nehemolitička transfuzijska reakcija, koja se sastoji od vrućice koja se sama povuče nakon nekog vremena i ne uzrokuje nikakve dugotrajne probleme ili popratne pojave.
Krvni produkti rijetko se kada mogu kontaminirati bakterijama; rizik teže bakterijske infekcije i sepse procjenjuje se na 1:50,000 kod transfuzija krvnih pločica, i 1:500,000 kod transfuzija crvenih krvnih stanica.
Transfuzijska akutna ozljeda pluća u zadnje je vrijeme prepoznatljiva štetna pojava povezana s transfuzijom krvi. Sindrom je akutnog respiratornog bola, koji je često povezan s vrućicom, plućnim edemom, hipotenzijom, koja se može dogoditi u jednoj od 2000 transfuzija. Simptomi se mijenjaju od blagih do opasnih po život, no većina se pacijenata potpuno opravi u 96 sati, i smrtnost ovog stanja manja je od 10%.
Ostali rizici kod primanja transfuzije krvi uključuju opterećenje kardiovaskularnog sustava, opterećenje željezom (s mnogobrojnim transfuzijama crvenih krvnih stanica), anafilaktičke reakcije (kod osoba s manjkom IgA), i akutne hemolitičke reakcije (najčešće zbog davanja neodgovarajućih krvnih grupa).

### Protivljenje transfuziji krvi
Protivljenja transfuzijama krvi može se izdići iz osobnih, medicinskih, ili vjerskih razloga. Primjerice, Jehovini svjedoci protive se transfuziji krvi prvenstveno iz vjerskih razloga, iako su naglasili i moguće komplikacije povezane s transfuzijom.

## Životinjska transfuzija krvi
Veterinari isto daju transfuzije krvi životinjama. Različite vrste životinja zahtijevaju različite razine testiranja kako bi se osigurala kompatibilna grupa. Primjerice, mačke imaju 3 krvne grupe, goveda imaju 11, psi imaju 12, svinje 16, a konji 34 krvne grupe.

## Vanjske poveznice
- BBC article on blood substitute
- The Serious Hazards of Transfusion (SHOT)
- New Scientist article on transfusion-associated lung injury
- Breakthrough makes all blood types universal - Joyce Howard Price, The Washington Times - April 4, 2007
- Transfusion Medicine: The Basis and the Future - A Review from the Science Creative Quarterly